# Klinische Studie
Eine klinische Studie ist in der evidenzbasierten Medizin und klinischen Forschung eine systematische Erhebung. Sie wird mit Patienten oder gesunden Probanden durchgeführt.
Ziel ist es, Medikamente, bestimmte Behandlungsformen, medizinische Interventionen oder Medizinprodukte auf ihre Leistung, Wirksamkeit, Sicherheit und (klinischen) Nutzen zu überprüfen. Klinische Studien werden durchgeführt, um wissenschaftliche Fragestellungen zu beantworten und die medizinische Behandlung zu verbessern.
Wird ein Arzneimittel, Medizinprodukt oder ein anderes Produkt vor einer Zulassung auf Leistung, Wirkung, Sicherheit oder (klinischen) Nutzen am Menschen untersucht, spricht man auch von einer klinischen Prüfung. Klinische Prüfungen sind eine Voraussetzung für die behördliche Arzneimittelzulassung sowie abhängig von den Eigenschaften eines Medizinproduktes eine Grundlage des Konformitätsbewertungsverfahrens.
Der erste Einsatz einer erfolgversprechenden medizinischen Behandlung am Menschen sollte daher eine klinische Studie mit dem Ziel sein, Wirksamkeit und Verträglichkeit neuer Therapien zu testen. Eine solche Studie kann allerdings erst dann stattfinden, wenn ausreichend Daten für eine sichere Durchführung vorhanden sind und ein positives Votum der zuständigen Ethikkommission, sowie ggf. die Zustimmung der Zuständigen Bundesoberbehörde vorliegt. Um äußerliche Störeinflüsse zu minimieren, werden derartige Studien in einem kontrollierten Umfeld durchgeführt.

## Kontrollgruppen
Kontrollierte klinische Studien testen eine medizinische Intervention an Patienten, wobei zwei oder mehr Patientengruppen miteinander verglichen werden. Die sogenannte Verumgruppe erhält die Behandlung, die getestet werden soll, und die Kontrollgruppe erhält beispielsweise eine alternative Behandlung oder Placebo. Beide Gruppen werden nachverfolgt und verglichen, um festzustellen, ob die Wirkung der Behandlung der Verumgruppe besser war als die der Kontrollgruppe (oder nicht).

## Studiendesign
| \| \| \| \| \| Interventionsstudie \| Interventionsstudie \| Interventionsstudie \| Interventionsstudie \| Interventionsstudie \| Interventionsstudie \| \| \| \| \| \| \| \| \| \| \| Beobachtungsstudie \| Beobachtungsstudie \| Beobachtungsstudie \| Beobachtungsstudie \| Beobachtungsstudie \| Beobachtungsstudie \| \| \| \| \| \| \| \| \| \| \| \| \| \| \| \| \| \| \| \| \| \| \| \| \| \| \| \| \| \| \| \| \| \| \| \| \| \| \| \| \| \| Interventionsstudie \| Interventionsstudie \| Interventionsstudie \| Interventionsstudie \| Interventionsstudie \| Interventionsstudie \| \| \| \| \| \| \| \| \| \| \| Beobachtungsstudie \| Beobachtungsstudie \| Beobachtungsstudie \| Beobachtungsstudie \| Beobachtungsstudie \| Beobachtungsstudie \| \| \| vergleichende Gruppen \| \| \| \| \| \| \| \| \| \| \| \| \| \| \| \| \| \| \| \| \| \| \| \| \| \| \| \| \| \| \| \| \| \| \| \| \| \| \| \| \| \| \| \| \| \| \| \| \| \| \| \| \| \| \| \| \| \| \| \| \| \| \| \| \| \| \| \| \| \| \| \| \| \| \| \| \| \| \| \| \| \| \| \| \| \| \| \| \| \| \| \| \| \| \| \| \| \| Randomisierte kontrollierte Studie \| Randomisierte kontrollierte Studie \| Randomisierte kontrollierte Studie \| Randomisierte kontrollierte Studie \| Randomisierte kontrollierte Studie \| Randomisierte kontrollierte Studie \| \| \| Nichtrandomisierte kontrollierte Studie \| Nichtrandomisierte kontrollierte Studie \| Nichtrandomisierte kontrollierte Studie \| Nichtrandomisierte kontrollierte Studie \| Nichtrandomisierte kontrollierte Studie \| Nichtrandomisierte kontrollierte Studie \| \| \| Deskriptive Studie \| Deskriptive Studie \| Deskriptive Studie \| Deskriptive Studie \| Deskriptive Studie \| Deskriptive Studie \| \| \| Analytische Studie \| Analytische Studie \| Analytische Studie \| Analytische Studie \| Analytische Studie \| Analytische Studie \| \| \| \| \| \| \| \| \| \| \| \| \| \| \| \| \| \| \| \| \| \| \| \| \| \| \| \| \| \| \| \| \| \| Randomisierte kontrollierte Studie \| Randomisierte kontrollierte Studie \| Randomisierte kontrollierte Studie \| Randomisierte kontrollierte Studie \| Randomisierte kontrollierte Studie \| Randomisierte kontrollierte Studie \| \| \| Nichtrandomisierte kontrollierte Studie \| Nichtrandomisierte kontrollierte Studie \| Nichtrandomisierte kontrollierte Studie \| Nichtrandomisierte kontrollierte Studie \| Nichtrandomisierte kontrollierte Studie \| Nichtrandomisierte kontrollierte Studie \| \| \| Deskriptive Studie \| Deskriptive Studie \| Deskriptive Studie \| Deskriptive Studie \| Deskriptive Studie \| Deskriptive Studie \| \| \| Analytische Studie \| Analytische Studie \| Analytische Studie \| Analytische Studie \| Analytische Studie \| Analytische Studie \| \| \| \| \| \| \| \| \| \| \| \| \| \| \| \| \| \| \| \| \| \| \| \| \| \| \| \| \| \| \| \| \| \| \| \| \| \| \| \| \| \| \| \| \| \| \| \| \| \| \| \| \| \| \| \| \| \| \| \| \| \| \| \| \| \| \| \| \| \| \| \| \| \| \| \| \| \| \| \| \| \| \| \| \| \| \| \| \| \| \| \| \| \| \| \| \| \| \| \| \| \| \| \| \| \| \| \| \| \| \| \| \| Kohorten- Studie \| Kohorten- Studie \| Kohorten- Studie \| Kohorten- Studie \| Kohorten- Studie \| Kohorten- Studie \| \| \| Fall-Kontroll- Studie \| Fall-Kontroll- Studie \| Fall-Kontroll- Studie \| Fall-Kontroll- Studie \| Fall-Kontroll- Studie \| Fall-Kontroll- Studie \| \| \| Querschnitts- Studie \| Querschnitts- Studie \| Querschnitts- Studie \| Querschnitts- Studie \| Querschnitts- Studie \| Querschnitts- Studie \| \| \| \| \| \| \| \| \| \| \| \| \| \| \| \| \| \| \| \| \| \| \| \| \| |                                    |                                    |                                    |                                    |                                    |                     |                     |                                         |                                         |                                         |                                         |                                         |                                         |  |  |                    |                    |                    |                    |                    |                    |                    |                    |                       |                       |                       |                       |                       |                       |  |  |                      |                      |                      |                      |                      |                      |  |  |  |  |  |  |  |  |  |  |  |  |  |  |  |  |  |  |  |  |  |  |  |  |
| |                                    |                                    |                                    | Interventionsstudie                | Interventionsstudie                | Interventionsstudie | Interventionsstudie | Interventionsstudie                     | Interventionsstudie                     |                                         |                                         |                                         |                                         |  |  |                    |                    |                    |                    | Beobachtungsstudie | Beobachtungsstudie | Beobachtungsstudie | Beobachtungsstudie | Beobachtungsstudie    | Beobachtungsstudie    |                       |                       |                       |                       |  |  |                      |                      |                      |                      |                      |                      |  |  |  |  |  |  |  |  |  |  |  |  |  |  |  |  |  |  |  |  |  |  |  |  |
| |                                    |                                    |                                    | Interventionsstudie                | Interventionsstudie                | Interventionsstudie | Interventionsstudie | Interventionsstudie                     | Interventionsstudie                     |                                         |                                         |                                         |                                         |  |  |                    |                    |                    |                    | Beobachtungsstudie | Beobachtungsstudie | Beobachtungsstudie | Beobachtungsstudie | Beobachtungsstudie    | Beobachtungsstudie    |                       |                       | vergleichende Gruppen |                       |  |  |                      |                      |                      |                      |                      |                      |  |  |  |  |  |  |  |  |  |  |  |  |  |  |  |  |  |  |  |  |  |  |  |  |
| |                                    |                                    |                                    |                                    |                                    |                     |                     |                                         |                                         |                                         |                                         |                                         |                                         |  |  |                    |                    |                    |                    |                    |                    |                    |                    |                       |                       |                       |                       |                       |                       |  |  |                      |                      |                      |                      |                      |                      |  |  |  |  |  |  |  |  |  |  |  |  |  |  |  |  |  |  |  |  |  |  |  |  |
| Randomisierte kontrollierte Studie | Randomisierte kontrollierte Studie | Randomisierte kontrollierte Studie | Randomisierte kontrollierte Studie | Randomisierte kontrollierte Studie | Randomisierte kontrollierte Studie |                     |                     | Nichtrandomisierte kontrollierte Studie | Nichtrandomisierte kontrollierte Studie | Nichtrandomisierte kontrollierte Studie | Nichtrandomisierte kontrollierte Studie | Nichtrandomisierte kontrollierte Studie | Nichtrandomisierte kontrollierte Studie |  |  | Deskriptive Studie | Deskriptive Studie | Deskriptive Studie | Deskriptive Studie | Deskriptive Studie | Deskriptive Studie |                    |                    | Analytische Studie    | Analytische Studie    | Analytische Studie    | Analytische Studie    | Analytische Studie    | Analytische Studie    |  |  |                      |                      |                      |                      |                      |                      |  |  |  |  |  |  |  |  |  |  |  |  |  |  |  |  |  |  |  |  |  |  |  |  |
| Randomisierte kontrollierte Studie | Randomisierte kontrollierte Studie | Randomisierte kontrollierte Studie | Randomisierte kontrollierte Studie | Randomisierte kontrollierte Studie | Randomisierte kontrollierte Studie |                     |                     | Nichtrandomisierte kontrollierte Studie | Nichtrandomisierte kontrollierte Studie | Nichtrandomisierte kontrollierte Studie | Nichtrandomisierte kontrollierte Studie | Nichtrandomisierte kontrollierte Studie | Nichtrandomisierte kontrollierte Studie |  |  | Deskriptive Studie | Deskriptive Studie | Deskriptive Studie | Deskriptive Studie | Deskriptive Studie | Deskriptive Studie |                    |                    | Analytische Studie    | Analytische Studie    | Analytische Studie    | Analytische Studie    | Analytische Studie    | Analytische Studie    |  |  |                      |                      |                      |                      |                      |                      |  |  |  |  |  |  |  |  |  |  |  |  |  |  |  |  |  |  |  |  |  |  |  |  |
| |                                    |                                    |                                    |                                    |                                    |                     |                     |                                         |                                         |                                         |                                         |                                         |                                         |  |  |                    |                    |                    |                    |                    |                    |                    |                    |                       |                       |                       |                       |                       |                       |  |  |                      |                      |                      |                      |                      |                      |  |  |  |  |  |  |  |  |  |  |  |  |  |  |  |  |  |  |  |  |  |  |  |  |
| |                                    |                                    |                                    |                                    |                                    |                     |                     |                                         |                                         |                                         |                                         |                                         |                                         |  |  | Kohorten- Studie   | Kohorten- Studie   | Kohorten- Studie   | Kohorten- Studie   | Kohorten- Studie   | Kohorten- Studie   |                    |                    | Fall-Kontroll- Studie | Fall-Kontroll- Studie | Fall-Kontroll- Studie | Fall-Kontroll- Studie | Fall-Kontroll- Studie | Fall-Kontroll- Studie |  |  | Querschnitts- Studie | Querschnitts- Studie | Querschnitts- Studie | Querschnitts- Studie | Querschnitts- Studie | Querschnitts- Studie |  |  |  |  |  |  |  |  |  |  |  |  |  |  |  |  |  |  |  |  |  |  |  |  |

Es werden Interventionsstudien und Beobachtungsstudien unterschieden (siehe Abbildung). Bei dem zu wählenden Studiendesign kommt der Randomisierung große Bedeutung zu. Sie wird bei kontrollierten Studien so gut wie immer durchgeführt, meist in Kombination mit Verblindung. Bei einer Doppelblindstudie darf weder dem Prüfarzt noch dem Patienten bekannt sein, welcher Therapiegruppe der Patient zugewiesen wird. Durch die Verblindung kann bewussten und unbewussten Einflüssen auf das Behandlungsergebnis vorgebeugt werden und somit die Glaubwürdigkeit der Studie und ihrer Resultate erhöht werden. Nur bei strikter Geheimhaltung der Randomisierungscodes können Selektionseffekte vermieden werden. Kontrollierte Studien sind insbesondere zum Wirkungsnachweis erforderlich; allerdings gibt es Ausnahmen, etwa wenn beispielsweise eine Kontrollgruppe ethisch nicht vertretbar ist (bspw. kein hinreichend wirksames Kontrollmedikament zur Verfügung steht). Kontrollierte Studien können gelegentlich nicht verblindet werden, beispielsweise wenn sich eine der Gruppen einer invasiven Prozedur (bspw. Operation) unterziehen muss und ein „Scheineingriff“ in der Vergleichsgruppe unethisch wäre. Weitere wichtige Aspekte der Studienplanung und Durchführung sind:
- Studienprotokoll / Prüfplan (englisch Protocol). In dem Studienprotokoll sind unter anderem folgende Punkte zu festzulegen, bzw. zu beschreiben:
  - Rationale
  - Fragestellung(en)
  - Studiendesign
  - Auswahl der Probanden/Patienten (Einschluss- und Ausschlusskriterien)
  - Beschreibung der Intervention
  - Art der Kontrollgruppe
  - Festlegung der zu messenden Parameter
  - Methoden zur Datenauswertung
  - Angaben zur benötigten oder verfügbaren Fallzahl
- Studienregistrierung (siehe unten)

Nach der Anzahl der an der Studie teilnehmenden Einrichtungen unterscheidet man Multicenter-Studien (auch multizentrische Studie genannt) und unizentrische Studien (auch monozentrische Studie genannt).

## Arzneimittelprüfung
Die klinische Prüfung von Arzneimitteln ist eine am Menschen durchgeführte Untersuchung, die dazu bestimmt ist, klinische oder pharmakologische Wirkungen von Arzneimitteln zu erforschen oder nachzuweisen oder Nebenwirkungen festzustellen (§ 4 Absatz 23 Arzneimittelgesetz (AMG), Art. 2 (2) Nr. 2 CTR, Verordnung (EU) Nr. 536/2014). Im Rahmen der Entwicklung eines neuen Therapieansatzes stellen die klinischen Studien den letzten Schritt in einer langen Entwicklung zum fertigen Medikament dar. Sie sind ein wichtiger Bestandteil der universitären Pharmaforschung, bei der es im Wesentlichen um die Verträglichkeit und/oder Wirksamkeit von Medikamenten geht.
Abhängig von der Fragestellung können viele Arten von Studien zum Einsatz kommen, etwa zur Evaluation von neuen chirurgischen oder radiologischen Therapieansätzen oder Medizinprodukten, deren Design im Medizinproduktegesetz festgeschrieben ist. Abhängig vom Stadium der Entwicklung der Intervention können kleinere Pilotstudien oder große Megastudien durchgeführt werden.

## Adaptives Studiendesign bei der Entwicklung neuer Medikamente
Da Anzahl und Umfang der klinischen Studien und damit verbundene Kosten und Belastungen für Patienten in den letzten Jahren erheblich gestiegen sind, wird von der Pharmaindustrie vermehrt auf adaptives Studiendesign gesetzt.
Dessen Grundprinzip ist es, dass eine konventionelle klinische Studie bestimmte Annahmen für ein Modell trifft, die nicht ganz korrekt die Realität wiedergeben. Die nicht zutreffenden Annahmen führen z. B. zu unnötig großen oder zu niedrigen Patientenzahlen.
Beispiel 1: Die Variabilität eines Messparameters der Studie. Die Variabilität eines zu bestimmenden Parameters ist eine wesentliche Einflussgröße für die benötigte Anzahl von Patienten zur Überprüfung einer Hypothese, also z. B. der Wirksamkeit einer Therapie.
Das Vorgehen besteht nun darin, eine Studie in zwei Abschnitte zu unterteilen, Lernphase und Bestätigungsphase. In der Lernphase werden die Annahmen der ursprünglichen Studienplanung überprüft. Erkennt man z. B. in der Lernphase, dass die Variabilität eines Parameters geringer ist als angenommen, kann die ursprünglich geplante Patientenzahl reduziert und trotzdem die zu prüfende Hypothese mit hinreichender Sicherheit geprüft bzw. widerlegt werden.
Beispiel 2: Bei Phase-II-Studien zur Dosisfindung werden oft vier oder mehr Dosierungen gleichzeitig parallel überprüft (z. B. randomisiert, doppel-verblindet und placebokontrolliert). Es kann nun aber vorkommen, dass man in der Lernphase erkennt, dass z. B. die niedrigste Dosierung unwirksam ist und erst höhere Dosierungen die gewünschte Wirkung zeigen. Nach der Lernphase wird daher der Studienarm mit der niedrigsten Dosierung abgebrochen, die übrigen drei Dosierungen werden in der Bestätigungsphase weiter untersucht.

## Planung und Durchführung
1. Festlegung eines Studienprogrammes, Zielrichtung und grobe Planung der Abfolge mehrerer Studien hintereinander
2. Prüfplan (Planung einer einzelnen Studie innerhalb eines Programmes). Es wird ein Prüfplan erstellt, der u. a.:
  - die Ziele und zu überprüfende Hypothese,
  - das Studiendesign,
  - die Behandlung (Medikament, Dosierung etc.),
  - die statistischen Auswertemethoden,
  - die Ein- und Ausschlusskriterien für Patienten,
  - die zu erhebenden Messwerte (Standardlaborwerte wie Blutwerte, Urinuntersuchungen, Leberwerte sowie spezielle Messwerte von Biomarkern etc.),
  - die Visitenplanung (an denen Messwerte erhoben werden) und
  - Abbruchkriterien für einen Patienten enthält. Das Studienprotokoll muss von Behörden genehmigt werden.
3. Patientenrekrutierung. In einer Screeningphase werden demografische Werte (z. B. Geschlecht, Alter, Gewicht etc.), sowie Laborwerte etc. von Kandidaten für die Studie erhoben. Erfüllt ein Kandidat die Einschlusskriterien, wird er nach Zustimmung in die Studie mit aufgenommen.
4. Durchführung der Studie. Die klinischen Studien der Pharmaindustrie werden von den Pharmakonzernen selbst oder auch von spezialisierten Dienstleistern (Contract Research Organisations) durchgeführt. Die erhobenen Daten werden in ein Klinisches Datenbankmanagement-System (Clinical Database Management System, CDBMS) und in ein LIMS-System eingegeben. Haben alle Patienten die Studie durchlaufen (es gibt auch Drop Outs, die aufgrund verschiedener Ereignisse die Teilnahme an Studien abbrechen), so wird das CDBMS für Eingaben gesperrt (Database Lock).
5. Statistische Analyse (Biostatistik). Nach dem Database Lock werden die geplanten statistischen Analysen durchgeführt und entsprechende Berichte (Reports) erzeugt. Je nach Zweck der Studie (Marketingstudie, Phase-I- oder -III-Studie) dient der Bericht als Grundlage zur Publikation oder ist Bestandteil eines Zulassungsantrages.

## Geschichte und andere Studientypen
In Deutschland war der Thalidomid-(Contergan)-Skandal, bei dem die unerwünschten und schweren Nebenwirkungen lange unbemerkt blieben einer der Hauptgründe für das Festsetzen strengerer Regeln bei der Einführung neuer Pharmaka.
In manchen Fällen sind jedoch kontrollierte und randomisierte Studien nicht oder nur schwer durchführbar. Gründe hierfür können sein:
- die Seltenheit der Krankheit
- Ausschluss einer Kontrollgruppe aus ethischen Gründen, wenn davon auszugehen ist, dass der zu testende Wirkstoff einen gravierenden therapeutischen Vorteil besitzt
- invasive Therapien (wenn beispielsweise eine Scheinoperation durchgeführt werden müsste)

Daher gibt es auch weniger strenge Studien-Typen, wie etwa die Fall-Kontroll-Studie, die Kohorten-Studie oder die Prä-Post-Studie. Diese lassen nur Aussagen mit einer gewissen Unsicherheit über die untersuchte Therapieform zu. Im Rahmen der evidenzbasierten Medizin wird heute versucht, für jedes therapeutische Vorgehen eine möglichst gute wissenschaftliche Grundlage zu schaffen. An oberster Stelle steht dabei die Metaanalyse mehrerer randomisierter Studien, an unterster die Expertenmeinung, dazwischen die angeführten Studien.
Im März 2006 kam es mit dem monoklonalen Antikörper TGN1412, der bei Autoimmunerkrankungen therapeutisch eingesetzt werden sollte, bei einer klinischen Phase-I-Studie in London zu einer katastrophalen inflammatorischen Reaktion bei den sechs Probanden und in Folge zu multiplem Organversagen, das die Betroffenen knapp überlebten.

## Phasen einer Arzneimittelstudie
Die Entwicklung eines Medikamentes wird in sogenannte klinische Phasen unterteilt. Diese Unterteilung geht auf den Code of Federal Regulations (CFR, Sammlung der Bundesverordnungen) der US-amerikanischen Food and Drug Administration (FDA, US-Behörde für Lebens- und Arzneimittel) zurück. Die Genehmigung zu einer klinischen Studie der nächsthöheren Phase wird von der entsprechenden Aufsichtsbehörde üblicherweise nur dann erteilt, wenn die vorangegangene Studienphase mit Erfolg abgeschlossen wurde.
| Phase | Personen                  | Dauer             | Hauptziel |
| ----- | ------------------------- | ----------------- | --- |
| 0     | ca. 10–15                 | Wochen            | Pharmakokinetik, Pharmakodynamik, Tests mit subtherapeutischen Dosen, z. B. Microdosing |
| I     | ca. 20–80                 | Wochen bis Monate | Erstmalige Anwendung an gesunden Probanden, Pharmakokinetik, Pharmakodynamik, Verträglichkeit und Sicherheit des Medikaments |
| II    | ca. 50–200                | Monate            | Überprüfung des Therapiekonzepts (Proof of Concept, Phase IIa), Bestimmung der geeigneten Therapiedosis (Dose Finding, Phase IIb), positive Effekte der Therapie sollten zu beobachten sein |
| III   | ca. 200–10.000            | Monate bis Jahre  | Signifikanter Wirksamkeitsnachweis (Pivotal Study) und Marktzulassung der Therapie; nach Marktzulassung werden laufende Studien dann zu IIIb-Studien |
| IV    | ab ca. 1000 bis Millionen | Jahre             | Erfolgen mit bereits zugelassenen Medikamenten in der zugelassenen Indikation. Zulassungsbehörden verlangen oftmals derartige Studien, z. B. zur Feststellung sehr seltener Nebenwirkungen, die erst in großen Patientenkollektiven erkennbar sind. Häufig werden Phase-IV-Studien aber auch zu Marketingzwecken verwendet |

Bevor ein typischer Wirkstoff in die Studienphase-I einer klinischen Arzneimittelstudie geht, hat dieser etwa ein Jahrzehnt lang präklinische Studien durchlaufen. Nach einer FDA-Veröffentlichung (2004) hat ein solcher Wirkstoff eine Chance von 8 %, schließlich auch die Zulassung, bzw. Marktreife zu erlangen. Ursache hierfür ist in den meisten Fällen mangelnde Wirksamkeit oder ungünstige Pharmakokinetik des neuen Wirkstoffs im Menschen. Etwa 10 % aller Wirkstoffe in klinischen Studien scheitern wegen unerwarteter Nebenwirkungen im Menschen trotz der zuvor durchgeführten Tierversuche, alleine 30 % der toxischen Effekte, die im Menschen auftreten, werden durch die Tierversuche nicht vorhergesagt. Aufgrund dieser Unsicherheit muss bei den ersten Anwendungen am Menschen vorsichtig vorgegangen werden.
Die Studienphase-III ist für die Zulassung eines Arzneimittels entscheidend. In dieser Studienphase wird dessen Wirksamkeit überprüft. Für gewöhnlich werden mehr Studienteilnehmer benötigt als für die vorangegangenen Studienphasen.

## Klinische Prüfung von Medizinprodukten
Wie bei Arzneimitteln werden auch bei Medizinprodukten klinische Studien in der Form klinischer Prüfungen durchgeführt. So sind für alle Medizinprodukte klinische Prüfungen durchzuführen, sofern nicht die Verwendung bestehender klinischer Daten ausreichend gerechtfertigt ist. Eine klinische Prüfung ist generell erforderlich, wenn einer der folgenden Punkte zutrifft:
- Es handelt sich um ein komplett neuartiges Medizinprodukt (d. h., es gibt keine Literatur zu einem vergleichbaren Produkt bzw. es gibt kein vergleichbares Produkt).
- Ein bestehendes Medizinprodukt wurde so modifiziert, dass ein signifikanter Einfluss auf die klinische Sicherheit und das Leistungsvermögen zu erwarten ist.
- Es handelt sich um ein Medizinprodukt mit einer neuen Indikation.
- Es wird neues, bislang unbekanntes Material verwendet bzw. ein bekanntes Material wird in einer neuen anatomischen Region des Körpers verwendet oder das Medizinprodukt wird langfristig angewendet.

Das Ziel der klinischen Prüfung und der darauf ausgerichtete Prüfplan basiert auf einer klinischen Bewertung. Die Durchführung klinischer Prüfungen von Medizinprodukten orientiert sich an den gleichen Anforderungen wie für den Arzneimittelbereich. Sie bedarf eines dezidierten Prüfplanes nach DIN EN ISO 14155 durch einen qualifizierten Leiter der klinischen Prüfung (Prüfarzt), des Nachweises der Sicherheit des betreffenden Produktes, einer Genehmigung der zuständigen Bundesoberbehörde BfArM (§ 22a MPG), der zustimmenden Bewertung der nach § 22 Abs. 1 MPG zuständigen Ethik-Kommission (§ 20 Abs. 1 MPG), der Aufklärung und Einwilligung des Patienten und des Abschlusses einer Probandenversicherung. Weitere Details sind in Deutschland in der Verordnung über klinische Prüfungen von Medizinprodukten (MPKPV) und in der Medizinprodukte-Sicherheitsplanverordnung (MPSV) geregelt.
Die Qualitätsanforderungen für klinische Prüfungen von Medizinprodukten (Norm EN ISO 14155 – Klinische Prüfung von Medizinprodukten an Menschen) und Arzneimittelstudien (Leitlinie zur guten klinischen Praxis, ICH E6 (R1)) sind vergleichbar. Im Unterschied zu pharmakologischen Studien ist es bei Medizinprodukten (z. B. bei Implantaten oder aktiven Medizinprodukten) oft nicht möglich, ein Placebo zu verwenden. In diesen Fällen gelingt es aber manchmal, eine Vergleichsuntersuchung gegen die Anwendung eines am Markt etablierten Medizinproduktes durchzuführen.
Die Ergebnisse der klinischen Prüfung werden zusammen mit bestehenden klinischen Daten (z. B. aus wissenschaftlicher Fachliteratur) in der klinischen Bewertung beurteilt. Sie dienen im Rahmen des Konformitätsbewertungsverfahrens dem Nachweis der Konformität des Produktes mit den regulatorischen Anforderungen.

## Sponsoren und Finanzierer
Die wichtigsten Finanzierer klinischer Studien sind die pharmazeutische Industrie (siehe auch Pharmaforschung) und staatliche Förderer (beispielsweise das BMBF oder die DFG).
Der Sponsor einer klinischen Studie ist dahingegen eine natürliche oder juristische Person, die die Verantwortung für die Veranlassung, Organisation und die Finanzierung einer klinischen Prüfung bei Menschen übernimmt. Mit der Umsetzung der europäischen GCP-Richtlinie ist für jede klinische Prüfung mit Arzneimitteln oder Medizinprodukten ein Sponsor erforderlich geworden.
Der Sponsor ist also nicht immer der Finanzierer der Studie. Möchte beispielsweise ein Universitätsinstitut eine Studie im Rahmen einer BMBF-Förderrichtlinie durchführen, ist der Sponsor nicht das BMBF, sondern normalerweise die Universität. Der Sponsor kann zur Sicherstellung einer korrekten klinischen Prüfung Sponsorpflichten an Dritte, wie zum Beispiel an ein Auftragsforschungsinstitut, delegieren.
Alle renommierten Journals mit Peer-Review verlangen die Nennung des Finanzierers aus Transparenzerwägungen ausdrücklich in der Veröffentlichung, um dem Leser zu ermöglichen, etwaige interessengeleitete Ergebnisse zu durchschauen (z. B. wenn ein Medikament des Finanzierers sich in der Studie als überlegen gegenüber einem Konkurrenzprodukt erweist). In den USA ist dieses Vorgehen vorgeschrieben, während in Deutschland die Nennung des Finanzierers bisher (2007) nur per Selbstverpflichtung erfolgt.
Bei mehreren Untersuchungen zeigte sich, dass eine Finanzierung der pharmazeutischen Industrie statistisch signifikante Auffälligkeiten im publizierten Studienergebnis zugunsten der Interessen des Finanzierers verursacht. Im zweiteiligen Artikel Finanzierung von Arzneimittelstudien durch pharmazeutische Unternehmen und die Folgen der Zeitschrift Deutsches Ärzteblatt wird dieses Problem ausführlich untersucht.

„Bei der Beurteilung eines Arzneimittels führen Angaben aus publizierten Studien, die von pharmazeutischen Unternehmen finanziert wurden, häufig zu einem verzerrten Bild. Dies wird nicht durch die methodische Qualität der Arzneimittelstudien erklärt.“

„Die Finanzierung durch ein pharmazeutisches Unternehmen wirkt sich in verschiedenen Bereichen im Ablauf einer Arzneimittelstudie aus und führt häufig zu einem für den pharmazeutischen Sponsor positiven Ergebnis. Der Zugang der Öffentlichkeit zu Studienprotokollen und Ergebnissen muss gewährleistet werden. Darüber hinaus sollten verstärkt Arzneimittelstudien durchgeführt werden, die unabhängig von pharmazeutischen Unternehmen finanziert werden.“

## Europäische und nationale rechtliche Regelwerke
Folgende Dokumente sind bei Planung und Durchführung klinischer Arzneimittel- und Medizinproduktestudien zu beachten:
- Gesetz über den Verkehr mit Arzneimitteln (Arzneimittelgesetz – AMG) mit Änderungen[17].
- Verordnung (EU) Nr. 536/2014 vom 16. April 2014 über klinische Prüfungen mit Humanarzneimitteln und zur Aufhebung der Richtlinie 2001/20/EG
- Note for Guidance on Good Clinical Practice (CPMP/ICH/135/95). Diese Leitlinie des International Council for Harmonisation of Technical Requirements for Pharmaceuticals for Human Use (ICH) beschreibt Details der methodisch-fachlichen Anforderungen an klinische Prüfungen.
- Verordnung (EU) 2017/745 des Europäischen Parlaments und des Rates vom 5. April 2017 über Medizinprodukte, zur Änderung der Richtlinie 2001/83/EG, der Verordnung (EG) Nr. 178/2002 und der Verordnung (EG) Nr. 1223/2009 und zur Aufhebung der Richtlinien 90/385/EWG und 93/42/EWG des Rates (Europäische Medizinprodukte-Verordnung).
- Verordnung (EU) 2017/746 über In-vitro-Diagnostika vom 5. April 2017
- Gesetz zur Durchführung unionsrechtlicher Vorschriften betreffend Medizinprodukte (Medizinprodukterecht-Durchführungsgesetz – MPDG) vom 28. April 2020.

### Frühere Regelwerke
- Verordnung über die Anwendung der Guten Klinischen Praxis bei der Durchführung von klinischen Prüfungen mit Arzneimitteln zur Anwendung am Menschen (GCP-Verordnung – GCP-V) vom 9. August 2004. Außerkraftgetreten am 27. Januar 2022.
- Gesetz über Medizinprodukte (Medizinproduktegesetz – MPG). Wurde ab Mai 2021 schrittweise durch das Medizinprodukterecht-Durchführungsgesetz für alle Produkte im Anwendungsbereich der Verordnung (EU) 2017/745 abgelöst.
- Richtlinie 2001/20/EG über die Anwendung der guten klinischen Praxis des europäischen Parlaments und des Rates vom 4. April 2001 zur Angleichung der Rechts- und Verwaltungsvorschriften der Mitgliedsstaaten über die Anwendung der guten klinischen Praxis bei der Durchführung von klinischen Prüfungen mit Humanarzneimitteln
- Richtlinie 2005/28/EG über Grundsätze und Leitlinien der guten klinischen Praxis der Kommission vom 8. April 2005 zur Festlegung von Grundsätzen und ausführlichen Leitlinien der guten klinischen Praxis für zur Anwendung beim Menschen bestimmte Prüfpräparate sowie von Anforderungen für die Erteilung einer Genehmigung zur Herstellung oder Einfuhr solcher Produkte.

## Weitere Definitionen
- Prüfpräparat: Prüfpräparate sind Darreichungsformen von Wirkstoffen oder Placebos, die in einer klinischen Prüfung am Menschen getestet oder als Vergleichspräparate verwendet oder zum Erzeugen bestimmter Reaktionen am Menschen eingesetzt werden. Hierzu gehören Arzneimittel, die nicht zugelassen sind, und zugelassene Arzneimittel, wenn diese im Rahmen einer klinischen Prüfung am Menschen in einer anderen als der zugelassenen Darreichungsform oder für ein nicht zugelassenes Anwendungsgebiet oder zum Erhalt zusätzlicher Informationen über das zugelassene Arzneimittel eingesetzt werden
- Sponsor: Sponsor ist eine natürliche oder juristische Person, die die Verantwortung für die Veranlassung, Organisation und Finanzierung einer klinischen Prüfung bei Menschen übernimmt (§ 4 Abs. 24 AMG bzw. Artikel 2 VO 536/2014)
- Prüfer: Prüfer ist in der Regel ein für die Durchführung der klinischen Prüfung bei Menschen in einer Prüfstelle verantwortlicher Arzt (bzw. bei einer zahnmedizinischen Prüfung ein Zahnarzt) oder in begründeten Ausnahmefällen eine andere Person, deren Beruf auf Grund seiner wissenschaftlichen Anforderungen und der seine Ausübung voraussetzenden Erfahrungen in der Patientenbetreuung für die Durchführung von Forschungen am Menschen qualifiziert. Der Prüfer benennt qualifizierte Mitglieder der Prüfgruppe. Wird eine klinische Prüfung in einer Prüfstelle von einer Gruppe von Personen durchgeführt, so ist der Prüfer der für die Durchführung verantwortliche Leiter dieser Gruppe. (vgl. Artikel 2 VO 536/2014)
- Ethikkommission: Ethikkommission ist ein unabhängiges Gremium aus im Gesundheitswesen und in nichtmedizinischen Bereichen tätigen Personen, dessen Aufgabe es ist, den Schutz der Rechte, die Sicherheit und das Wohlergehen von betroffenen Personen zusichern und diesbezüglich Vertrauen der Öffentlichkeit zu schaffen, indem es unter anderem zu dem Prüfplan, der Eignung der Prüfer und der Angemessenheit der Einrichtungen sowie zu den Methoden, die zur Unterrichtung der betroffenen Personen und zur Erlangung ihrer Einwilligung nach Aufklärung benutzt werden und zu dem dabei verwendeten Informationsmaterial Stellung nimmt (vgl. Artikel 2 VO 536/2014)
- First Patient First Visit (FPFV; engl. für erster Patient erste Visite; synonym FSFV; first subject, first visit): die erste Visite des ersten Studienteilnehmers/Patienten einer klinischen Prüfung nach Unterzeichnung der Einwilligungserklärung. Last Patient Last Visit (engl. für letzter Patient finale Visite; synonym LSLV; last subject last visit): Zeitpunkt der letzten Visite des letzten Studienteilnehmers/Patienten in einer klinischen Prüfung.

## Voraussetzung für eine klinische Prüfung
Das Genehmigungsverfahren für klinische Prüfungen von Arzneimitteln in Deutschland hat sich durch das Inkrafttreten der EU-Verordnung 536/2014 (Clinical Trials Regulation, CTR) am 31. Januar 2022 grundlegend verändert. Die vormals gültigen Bestimmungen des Arzneimittelgesetzes wurden umfassend novelliert und an die europäischen Vorgaben angepasst. Das bisherige implizite Genehmigungsverfahren wurde durch ein harmonisiertes europäisches Verfahren über das Clinical Trial Information System (CTIS) ersetzt, wodurch sich sowohl die Antragsstellung als auch die Bewertungsverfahren durch Bundesoberbehörden und Ethikkommissionen grundlegend geändert haben.
Die Verordnung (EU) Nr. 536/2014 über klinische Prüfungen mit Humanarzneimitteln ist seit dem 31. Januar 2022 direkt anwendbares Recht in allen EU-Mitgliedstaaten. Diese Verordnung löste die bisherige EU-Richtlinie 2001/20/EG ab und führte zu einer Harmonisierung der Rechtsvorschriften für klinische Prüfungen in Europa. Im deutschen Arzneimittelgesetz wurden entsprechende Anpassungen vorgenommen, insbesondere durch das Vierte Gesetz zur Änderung arzneimittelrechtlicher und anderer Vorschriften vom 20. Dezember 2016.
Das zentrale Element der Verfahrensänderung ist die verpflichtende Nutzung des EU-Portals CTIS (Clinical Trial Information System) für alle Antragsstellungen. Der nach Artikel 5 Abs. 1 der Verordnung (EU) Nr. 536/2014 zu stellende Antrag auf Genehmigung einer klinischen Prüfung ist über das EU-Portal in deutscher oder englischer Sprache einzureichen. Die Unterlagen, die für die betroffene Person oder deren gesetzlichen Vertreter bestimmt sind, sind in deutscher Sprache einzureichen.
Das CTIS ermöglicht es Sponsoren, einen einzigen kombinierten Antrag an die zuständigen Behörden und Ethikkommissionen für alle EU-Mitgliedstaaten zu übermitteln, die an einer bestimmten Prüfung teilnehmen sollen. Der Inhalt des Antrags und die Bewertung sind in zwei Teile unterteilt: Teil I enthält wissenschaftliche und arzneimittelbezogene Daten wie Prüfplan, Details zum Prüfungsaufbau und Produktdokumentation, während Teil II länderspezifische Aspekte wie Qualifikation der Prüfer und lokale Gegebenheiten umfasst.
Die Zuständigkeitsregelung der Ethikkommissionen richtet sich nach dem Geschäftsverteilungsplan der beim Bundesinstitut für Arzneimittel und Medizinprodukte (BfArM) registrierten Ethikkommissionen gemäß § 41b AMG. Für alle Prüfzentren einer klinischen Prüfung in Deutschland ist nur noch eine der nach Landesrecht gebildeten Ethikkommissionen zuständig, unabhängig davon, ob eines der Prüfzentren in ihren lokalen Zuständigkeitsbereich fällt.
Hinsichtlich der Einbindung der Ethikkommissionen im Rahmen der Bewertung nach CTR wurde in Deutschland festgelegt, dass die Ethikkommissionen für beide Teile des Antrags eine Bewertung abgeben. Die jeweils zuständige Bundesoberbehörde (BfArM oder PEI) beurteilt alle im Teil I zu bewertenden Aspekte und entscheidet über Genehmigung oder Versagung. Dabei muss die Stellungnahme der zuständigen Ethikkommission zu Teil I maßgeblich berücksichtigt werden. Für die Bewertung von Teil II ist die Bundesoberbehörde an die Stellungnahme der Ethikkommission gebunden.
In der praktischen Durchführung hat sich gezeigt, dass die Umsetzung des Konzepts CTIS in die Praxis nicht reibungslos erfolgte und es zu einer weiteren Bürokratisierung kam. Hierzu berichten sowohl akademische Forschung, als auch die pharmazeutische Industrie von Schwierigkeiten, die sich auf die komplexen Strukturen beziehen, wonach ein mehrtägiger Schulungsaufwand allein für die Einarbeitung in das System erforderlich ist. Weitere Kritik bezieht sich auf die starren Zeitabläufe, die im Ergebnis zu einer verlangsamten Genehmigungsfrist für nationale Studien in Deutschland führen.

## Klinische Studien während der COVID-19-Pandemie
Während der COVID-19-Pandemie wurde im Mai 2020 in Deutschland eine Rechtsverordnung des Bundesministeriums für Gesundheit erlassen, nach der die federführende Ethik-Kommission multizentrische klinische Studien bewertet, die der Vorbeugung oder der Behandlung von COVID-19 dienen, und dies ausnahmsweise ohne Benehmen mit den beteiligten Ethik-Kommissionen (§ 8 Abs. 2 MedBVSV). Diese Ausnahmeregelung war zunächst längstens bis zum 31. März 2021 befristet (§ 5 Abs. 4 Satz 1 IfSG a.F.). Im März 2021 beschloss der Bundestag das Gesetz zur Fortgeltung der die epidemische Lage von nationaler Tragweite betreffenden Regelungen, wonach die Ausnahmeregelung aufgrund einer Änderung des Infektionsschutzgesetzes bei einer Fortgeltung der epidemischen Lage auch über den 31. März 2021 hinaus gelten wird, der Bundesrat billigte das zustimmungsbedürftige Gesetz in seiner Sitzung vom 26. März 2021.